# Dollar Lake Provincial Park
Dollar Lake Provincial Park är en park i Kanada.   Den ligger i provinsen Nova Scotia, i den östra delen av landet, 1 000 km öster om huvudstaden Ottawa. Dollar Lake Provincial Park ligger 102 meter över havet. Den ligger vid sjön Dollar Lake.
Terrängen runt Dollar Lake Provincial Park är platt. Runt Dollar Lake Provincial Park är det glesbefolkat, med 20 invånare per kvadratkilometer.. Närmaste större samhälle är Elmsdale, 15,5 km väster om Dollar Lake Provincial Park. 
I omgivningarna runt Dollar Lake Provincial Park växer i huvudsak blandskog.